# Evangelický hřbitov v Ubušíně
Evangelický kostel v Ubušíně se nachází v části městyse Jimramov – v Ubušíně (na dolním konci této části). Jeho rozloha činí 1286 m². Vlastníkem hřbitova byl původně Farní sbor Českobratrské církve evangelické v Jimramově, nyní je jím Městys Jimramov.
Hřbitov byl otevřen 4. srpna 1935. Honosná vstupní brána je ozdobená kalichem a nápisem „Kristus život náš“.